# Hønefossen

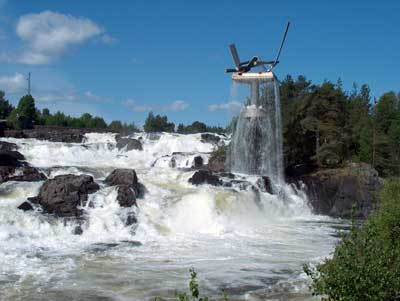
Hønefossen et la sculpture Oppgangssaga de Knut Steen (1978)

Hønefossen (la cascade d'Hønefoss) se situe dans le centre de la ville d'Hønefoss, commune de Ringerike dans le comté de Buskerud, en Norvège. La cascade, alimentée par la rivière Ådalselva, permet aujourd'hui une production d'électricité importante.

## Production d'électricité
Hønefossen dispose aujourd'hui de deux centrales électriques: Hønefoss kraftstasjon I (l'ancienne centrale) og Hønefoss kraftstasjon II. La seconde centrale a été mise en service en 1978 et a une production annuelle de 134 GWh. La cascade a une hauteur de chute d'environ 22 mètres.
Hønefossen a une activité réduite lors de la saison touristique (1er juin-31 août).

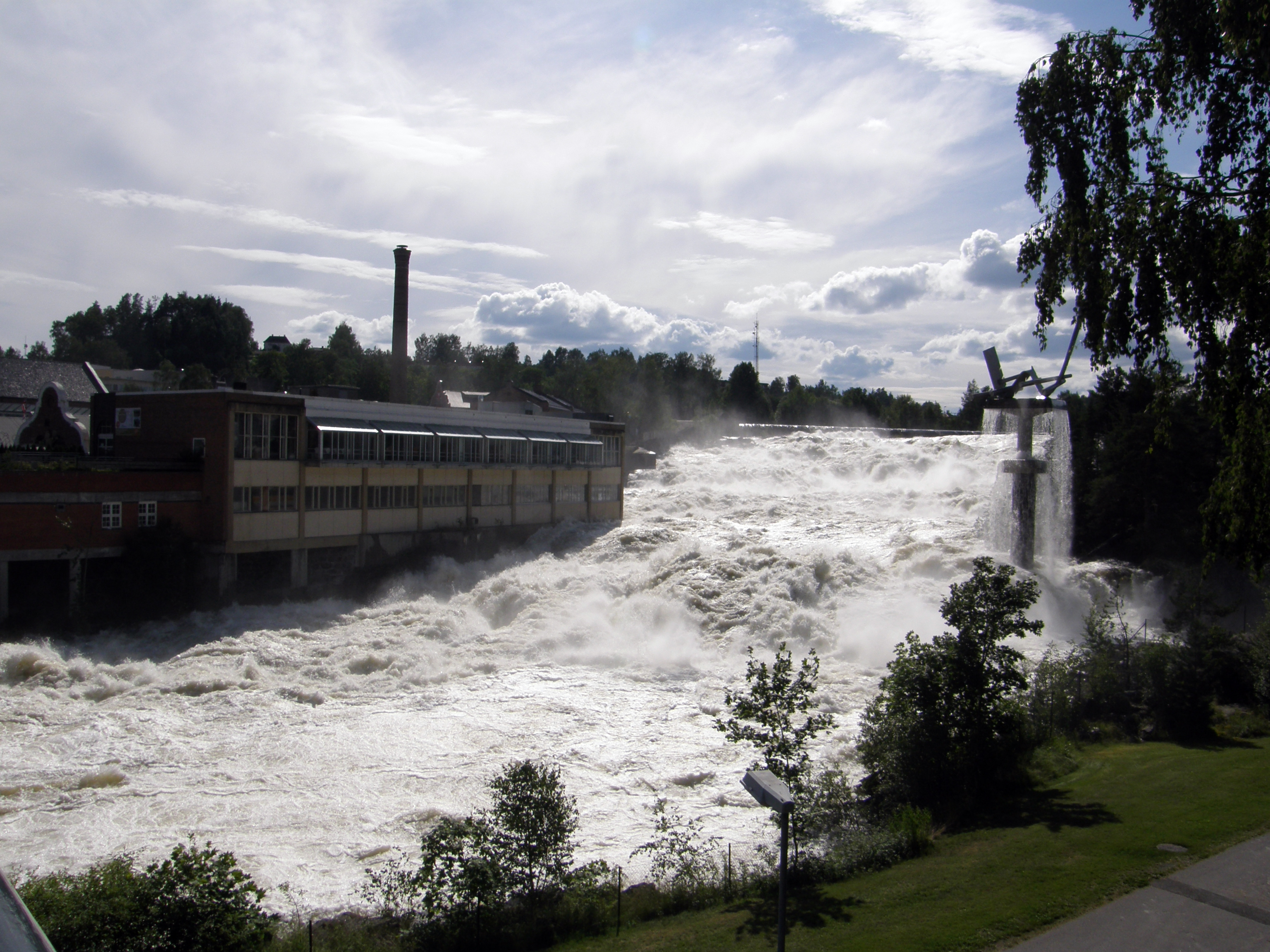
Hønefossen lors de l'inondation de juillet 2007

Lors de l’inondation de juillet 2007, la rivière Ådalselva avait un débit d'environ 250 m3/s alors que la capacité maximale des centrales n'était que de 160 m3/s. Les eaux en furie ont alors recouvert une partie des ponts en contrebas.

## Histoire
Dans un ancien diplôme (lettre) daté du 11 juillet 1337, on peut voir que la cascade est appelée Weienfoss. Il est également indiqué que la plus grande partie de la cascade appartient à la ferme Veien. Ce diplôme fait partie de l'Arnamagnæanske Samling entreposé à l'Université de Copenhague.
Au XVIIe siècle, les premières scies hydrauliques sont installées vers 1620. En 1640, on en dénombre six autour de la cascade, tandis que leur nombre va continuer de croître à tel point que quelques années on en dénombre 18 (voir 23 selon les sources).

### Oppgangssaga
Oppgangssaga est une immense sculpture, elle est l'œuvre du sculpteur Knut Steen. Elle a été offerte à la commune de Ringerike par la banque Hønefoss Sparebank à l'occasion de son centenaire en 1976.

### Ponts

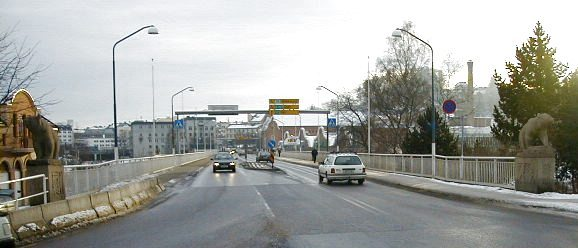
Le pont d'Hønefoss avec les deux ours, œuvre de Ståle Kyllingstad

Il y eut plusieurs ponts sur la cascade. Le plus ancien dont on ait des traces date du XVIIe siècle, mais il fut détruit lors d'une inondation en 1701.
Un autre pont fut construit mais détruit quelques années plus tard par l'inondation de 1754. En 1757, un nouveau pont est construit, appelé Mossebrua, détruit par une nouvelle inondation en 1789. En 1793, un nouveau pont est construit qui est fortement endommagé par la crue de 1804. Il reste praticable mais nécessite de nombreux travaux, mais une autre inondation - en 1860 - a raison de ce pont. Il est remplacé par un nouveau pont, appelé Bru-Iver, en 1862. Ce dernier restera en place jusqu'à la création du pont actuel en 1952.

### Bateau à vapeur

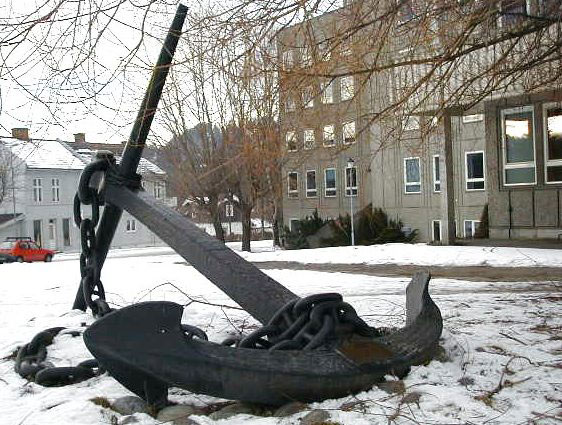
L'ancre posée devant l'hôtel de ville.

Le premier bateau à vapeur norvégien a été inauguré à Hønefoss en 1837. Appelé Kong Ring il servait à transporter du bois avant d'être remplacé par un autre bateau à vapeur plus puissant, le Halvdan Svarte.
Hønefoss n'est pas connue pour être une ville portuaire. La vieille ancre posée devant l'hôtel de ville est un don des Pays-Bas et elle est un symbole de l'époque où Hønefoss abritait le premier bateau à vapeur norvégien.